# Gern (metropolitana di Monaco di Baviera)
La stazione Gern della Metropolitana di Monaco di Baviera fu inaugurata 24 maggio 1998. Vi ci passa la linea U1. Si trova nel quartiere omonimo e fu creata dallo studio di architettura Claus + Forster. Il quartiere di Gern fu creato come colonia di villette nel 1892. Sui muri della stazione i disegni architettonici delle ville più pittoresche. Particolare anche l'illuminazione. Nove installazioni piramidali in alluminio danno l'illusione di luce diurna.